# Phyllophaga renodis
Phyllophaga renodis är en skalbaggsart som beskrevs av Henry J. Reinhard 1939. Phyllophaga renodis ingår i släktet Phyllophaga och familjen Melolonthidae. Inga underarter finns listade i Catalogue of Life.